# Aufhänger
Als Aufhänger, auch Henkel oder umgangssprachlich Stropp, wird, neben anderen Bedeutungen, die in oder an einem Kleidungsstück oder anderen Textilien angebrachte Vorrichtung zum hängend Ablegen oder Aufbewahren des Teiles bezeichnet.

## Textil

### Kleidung
In der Konfektionskleidung befinden sich Aufhänger vor allem in Jacken und Mänteln, körpernähere Oberbekleidung, wie Blusen oder Pullover, wird seltener damit ausgestattet. Die Industrie bietet zum Nachrüsten und für die Heimschneiderei verschiedene Arten fertiger Aufhänger an.
Für die als „Locker Loop“ bezeichneten Herrenhemden ist jedoch ein auffällig außen, unterhalb des Kragens angebrachter Aufhänger charakteristisch. Die Idee mit der Außenschlaufe an Herrenhemden soll von amerikanischen Collegehemden stammen. Sie kam dort Mitte des vergangenen Jahrhunderts auf, die Studenten konnten so ihr Hemd während des Sportunterrichts an einen Haken in der Umkleidekabine hängen, ohne dass es zerknittert.
Die Hersteller- oder Händlernamen sind häufig anstelle oder zusätzlich zu Firmenschildern auf die Aufhänger gedruckt oder in sie eingewebt. Personalisierte, mit Besitzernamen versehene Aufhänger helfen besonders in Kindergärten beim Zuordnen der Kleidungsstücke. Neben dem Stoff oder dem Futter des Kleidungsstückes werden vor allem Kunstleder oder Metallketten als Materialien verwendet. Im Handel angebotene Aufhänger sind eventuell mit einer Metallöse zum Annähen versehen.

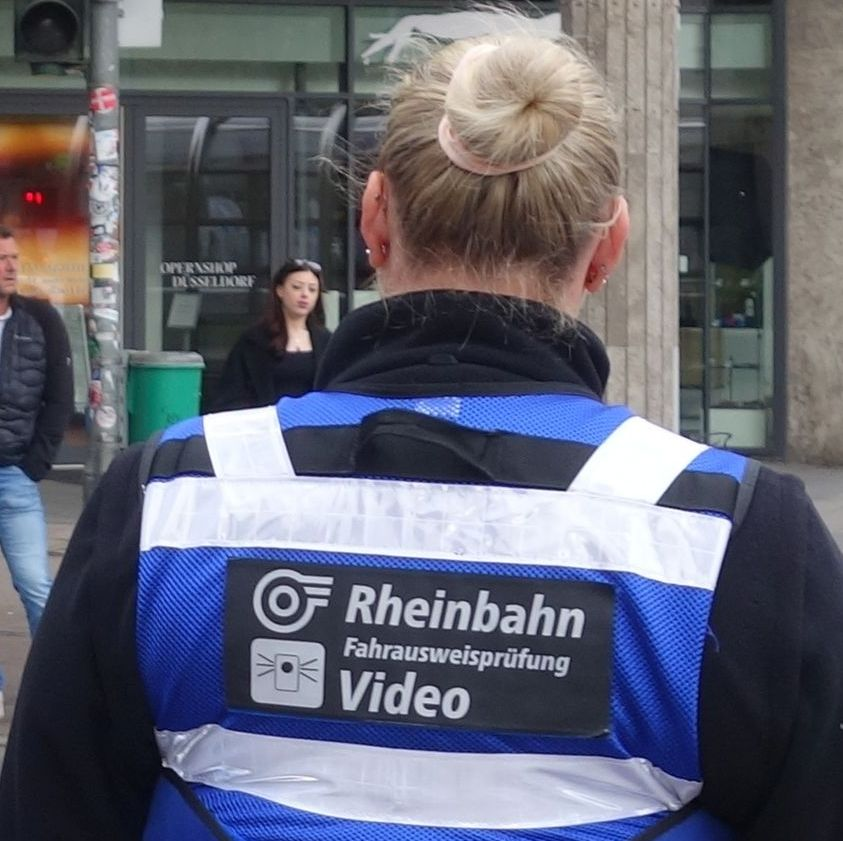
Aufhänger außen an Berufskleidung (Rheinbahn Düsseldorf, 2024)
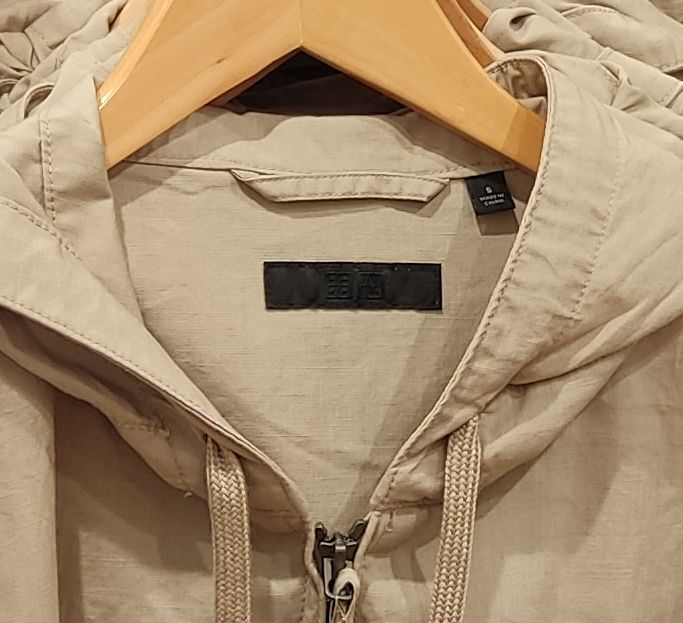
Anorak (2022)
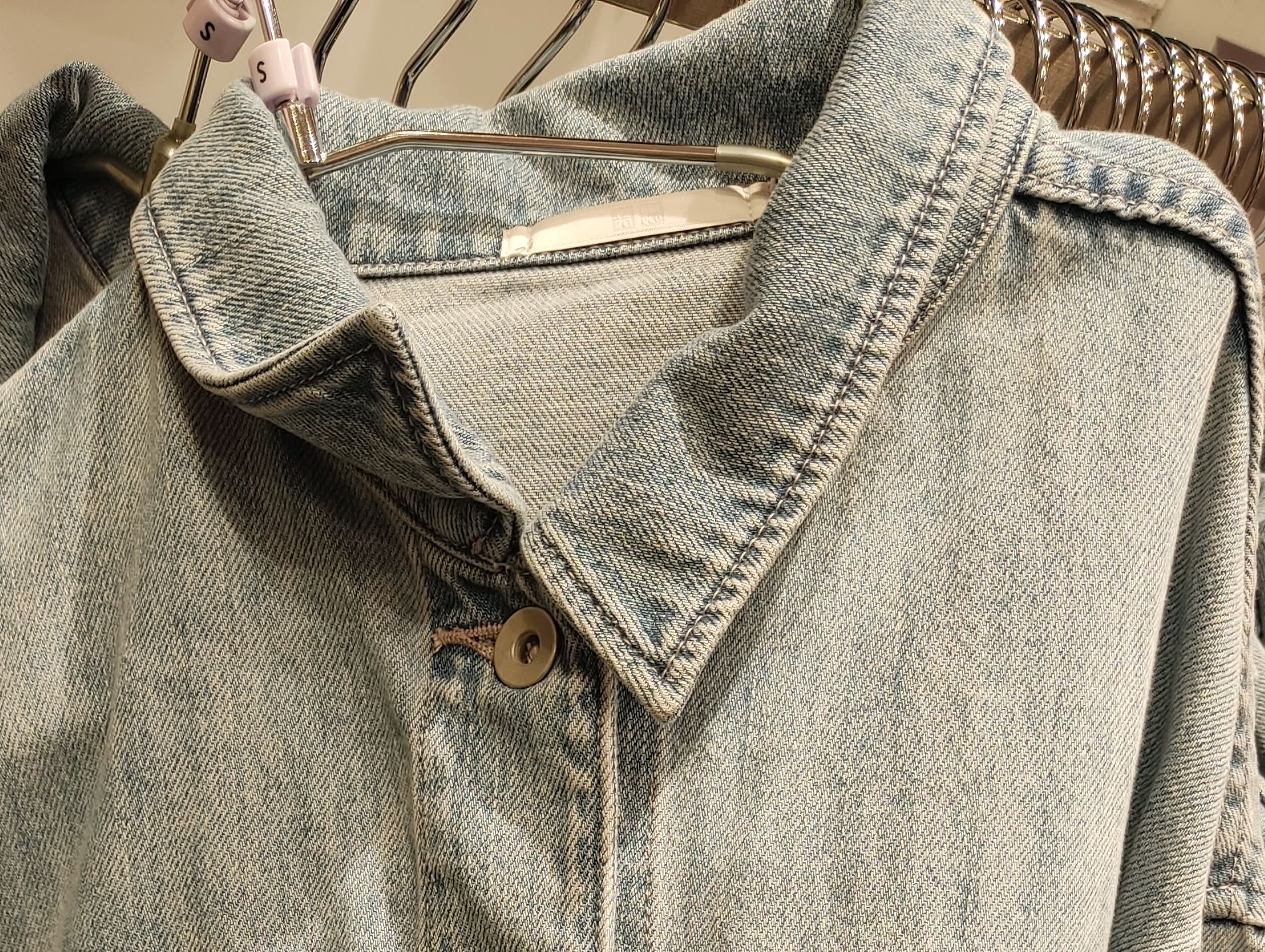
Jeansjacke, Aufhänger mit Hersteller-Logo (2022)
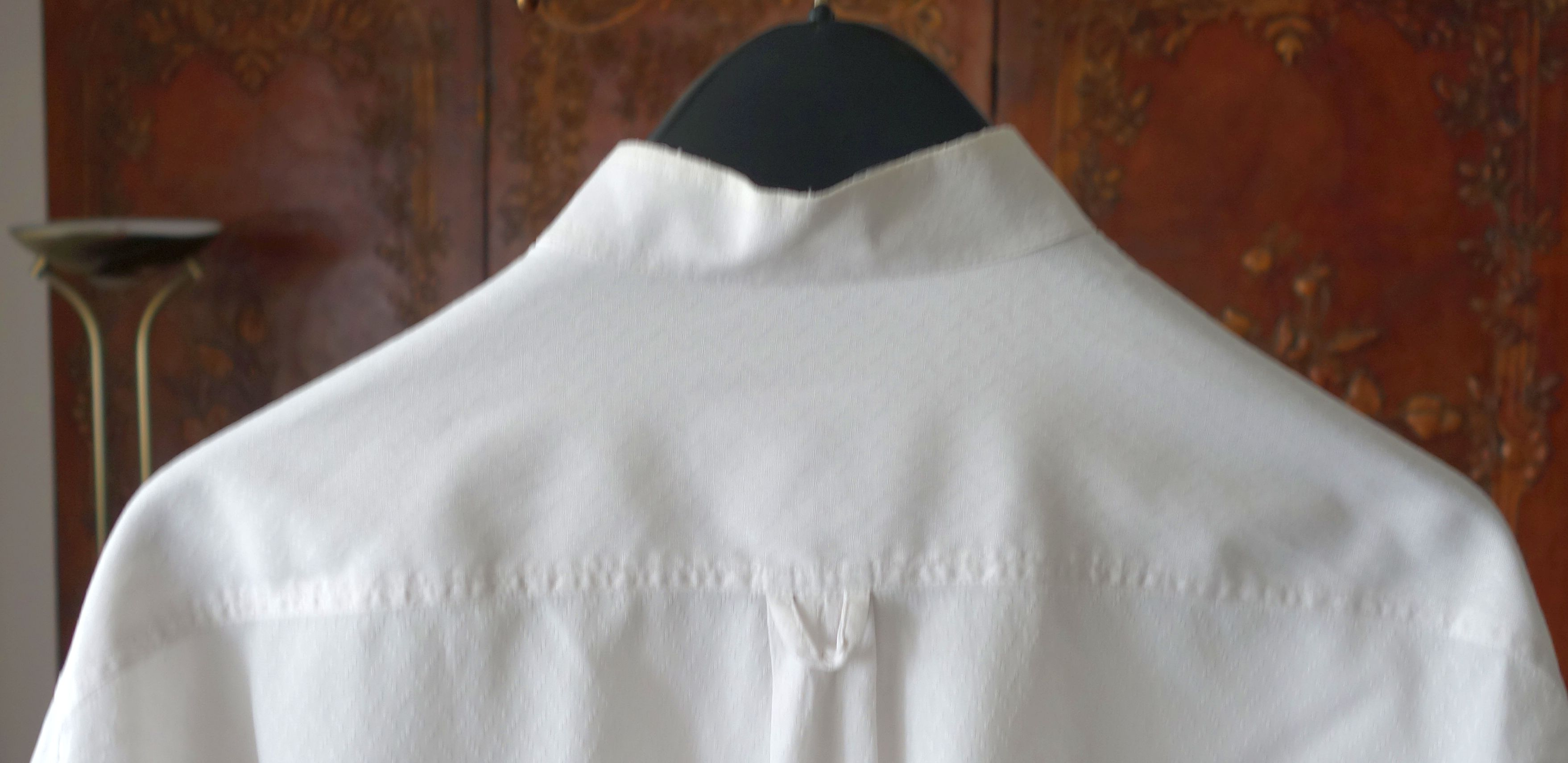
„Locker-Loop“-Hemd
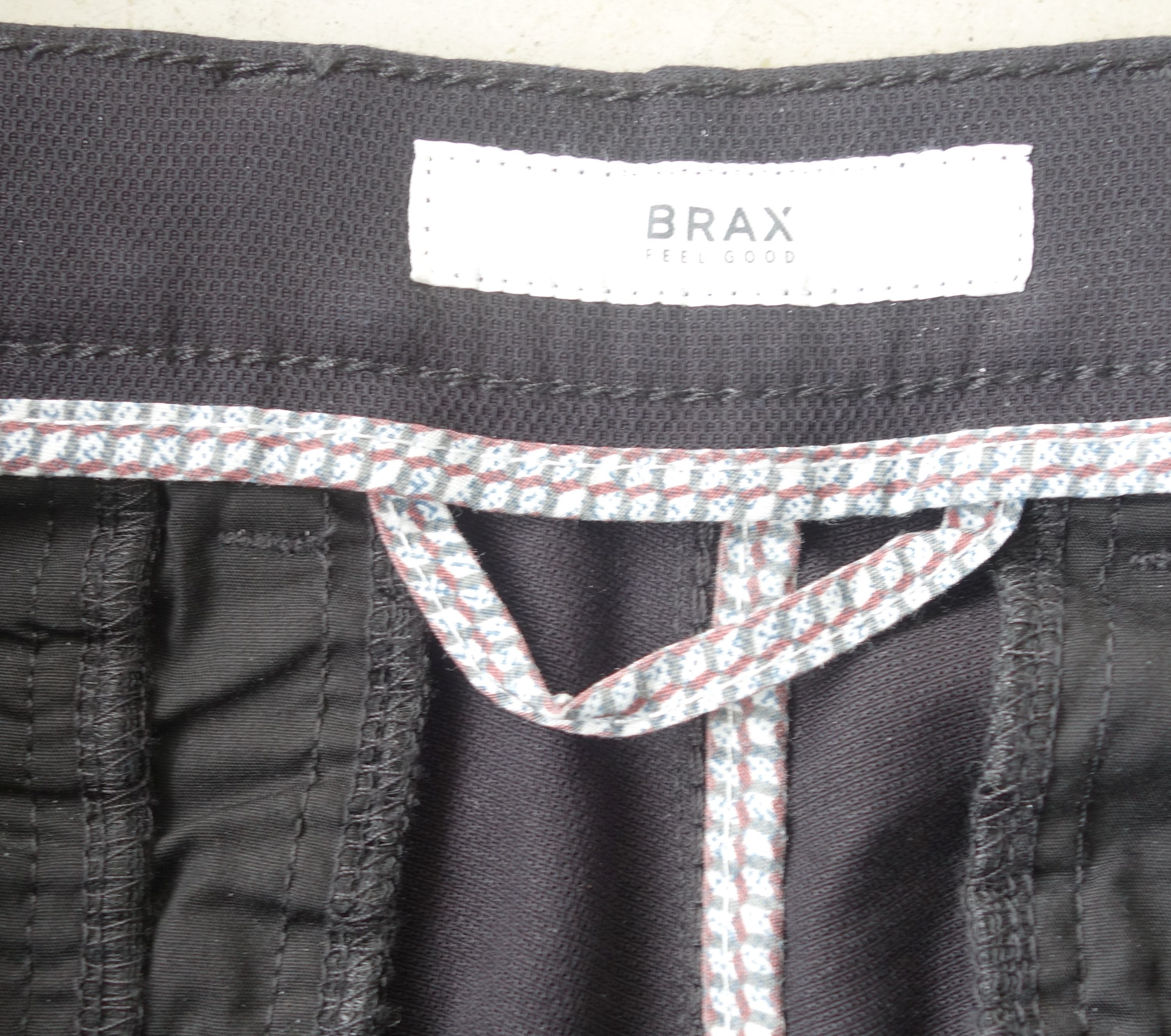
In einer Herrenhose (2024)

### Sonstige Textilien

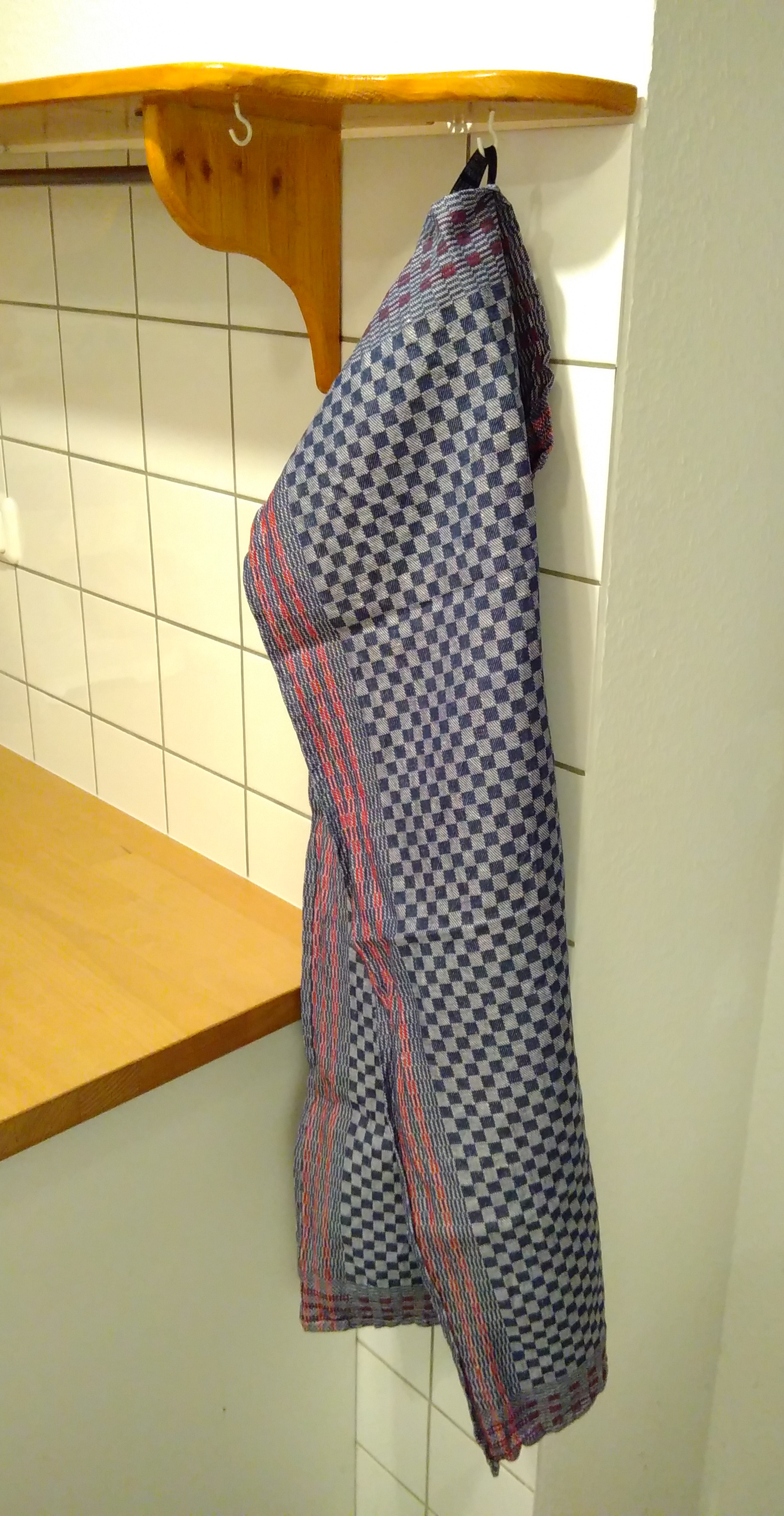
Grubentuch, dem Ursprung nach ein Bergmannshandtuch

Aufhänger an nicht dem Kleidungsbereich zuzuordnenden Textilien sind meist einfacher geformt, eine Schlaufe erfüllt hier in der Regel ihren Zweck. Fertig konfektioniert sind Aufhänger für Handtücher oder Küchenhandtücher im Handel, die nicht angenäht, sondern mit einem Druckknopf befestigt werden.

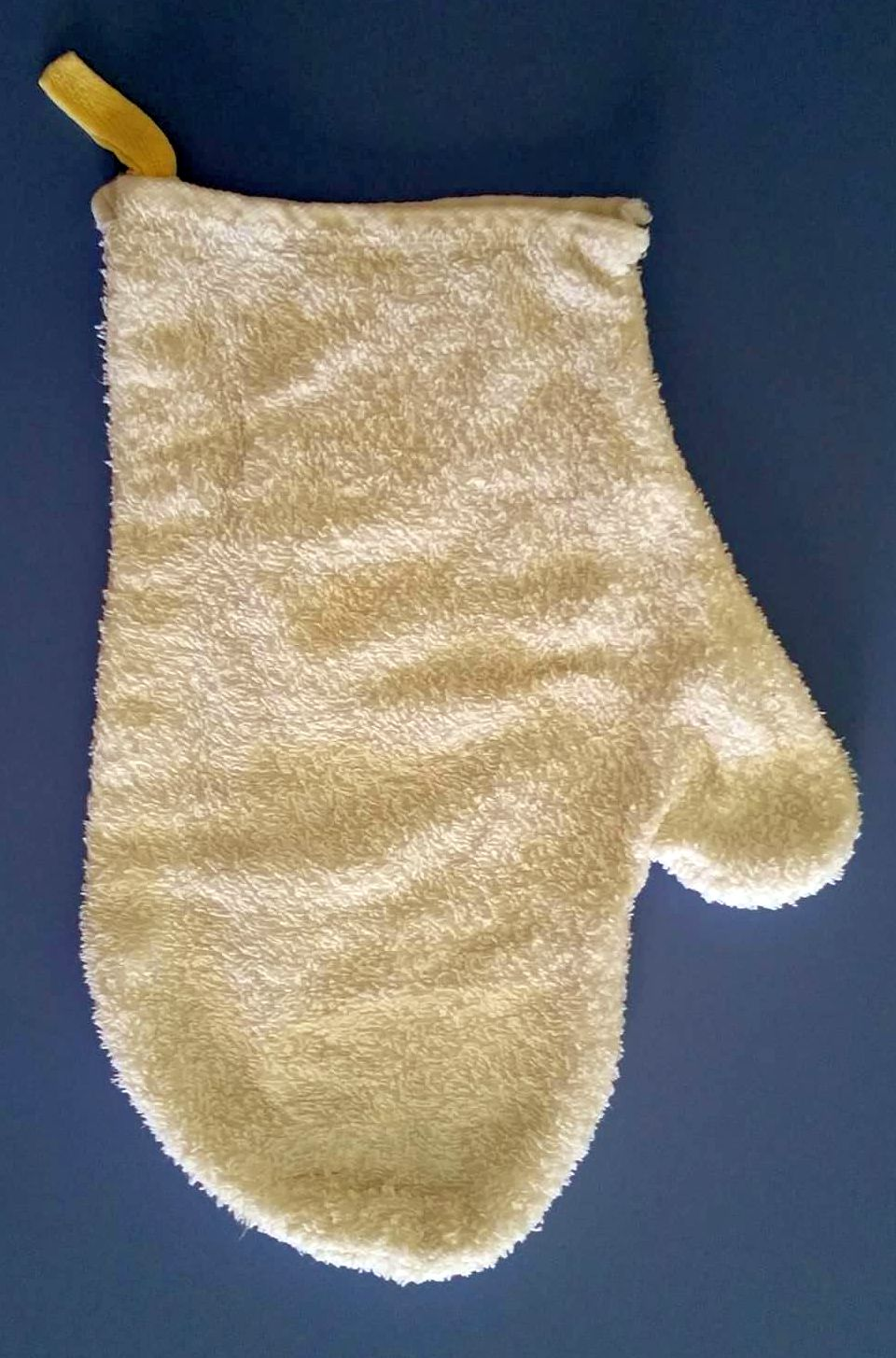
Waschhandschuh
Topflappen aus Stoff
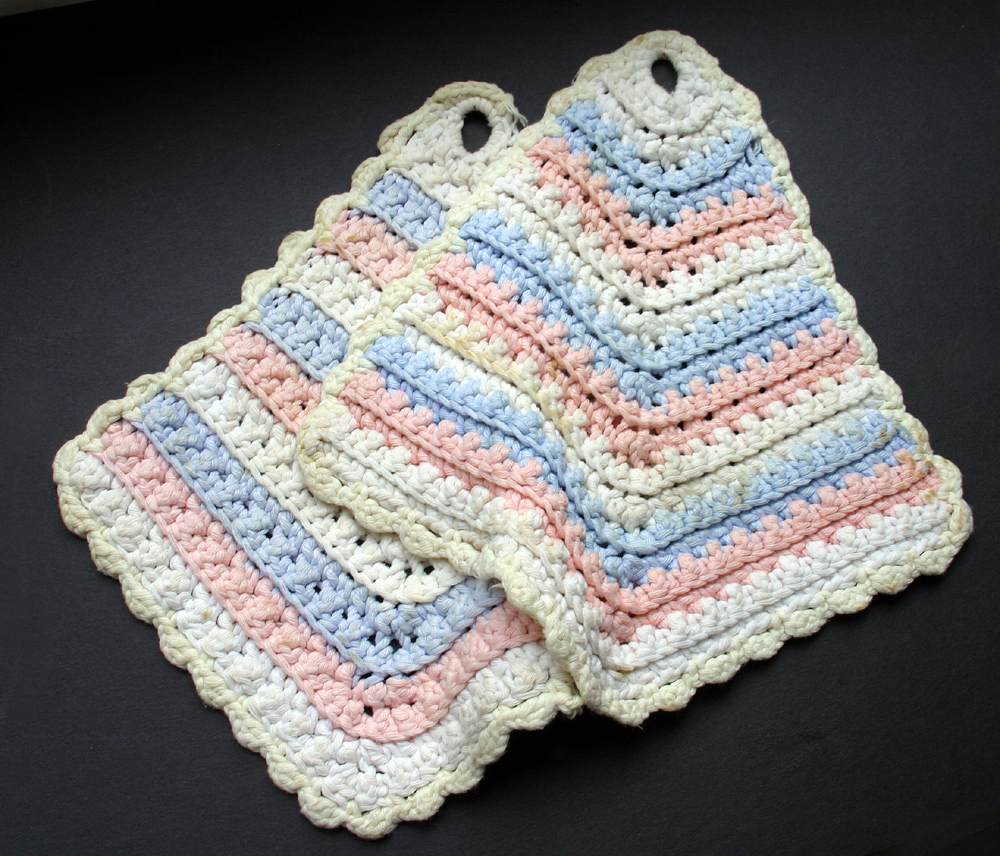
Gehäkelte Topflappen
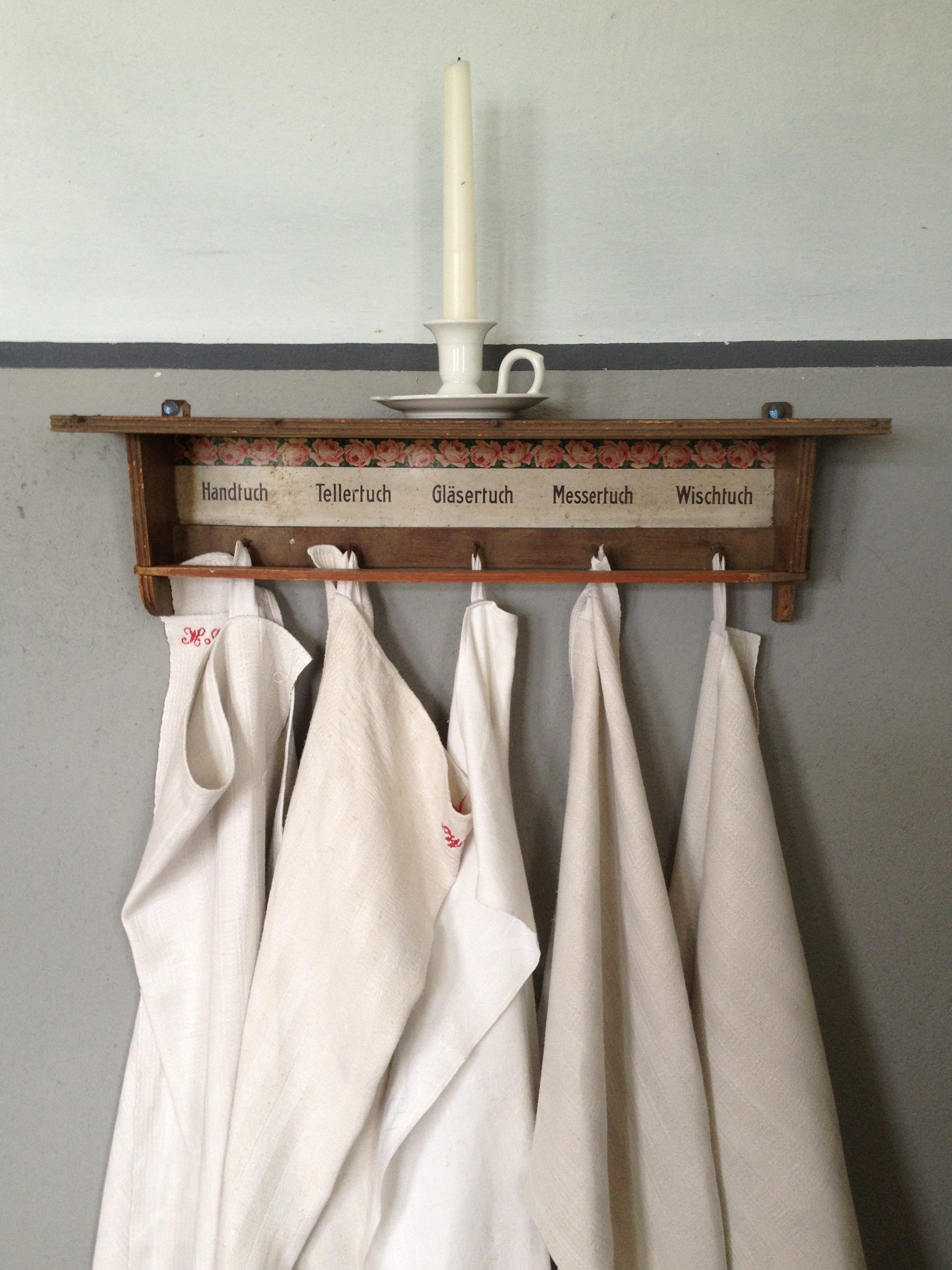
Küchenhandtücher

## Pelz

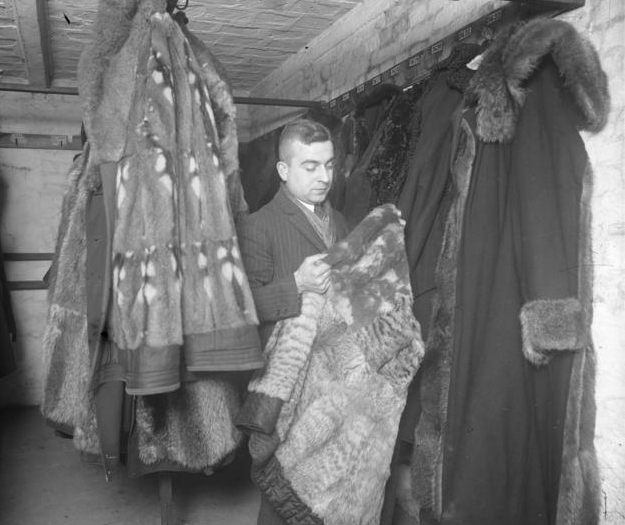
Ohne Kleiderbügel aufgehängte, pelzgefütterte Mäntel in einer Berliner Pfandleihe (1931)

Ein so hochwertiges und empfindliches Kleidungsstück wie ein Pelz sollte eigentlich nur auf einem Kleiderbügel aufgehängt werden. Eine frühe Abbildung des alternativen Aufhängens von Pelzen auf Kleiderbügeln findet sich in einer Abbildung im Hausbuch der Nürnberger Zwölfbrüderstiftung des 1414 verstorbenen Kürschners Lorenz Schneider. Die Staffiermeisterin Eva Laue meinte zum Thema Aufhängen, ließe es sich manchmal nicht vermeiden, ihn auf andere Weise abzulegen, wäre es noch das beste, ihn für kurze Zeit am eingenähten Henkel aufzuhängen. Zumeist wird der Aufhänger, nicht nur in der Einzelhandelskürschnerei, aus dem gleichen wie für das Futter verwendeten Stoff genäht. Wegen des oft größeren Gewichts der Pelze ist er üblicherweise kräftiger als im Textilbereich.
Wenn der Pelz einen Kragen hat, wird der Aufhänger, anders als meist bei einem Stoffteil, in der Regel unter das Seidenfutter genäht, so dass nur ein kleines Stück oben aus dem Futter herausragt. Die Staffiermeisterin schrieb dazu:
„Das geschieht folgendermaßen: die Mitte des Henkels wird auf die Rückenmitte aufgesteckt, die Naht des Henkels legt man dabei nach unten. Nun rechnet man mit jeder Seite 2 bis 3 cm in welchen der Henkel gerade am Rumpf anliegt. Danach wird das Ende nach unten eingekippt und mit festen Stichen eingenäht. […] Allerdings dürfen die Stiche nicht sichtbar ins Haar des Mantels dringen.“
„Der Henkel soll nicht zu breit werden, da er sonst zu plump wirkt, er muss aber ziemlich fest sein, so dass man gewöhnlich ein Vierfaches der angestrebten Breite nimmt und ihn entweder fadengerade geschnitten, vierfach zusammenlegt und an beiden Kanten durchsteppt., oder bei einem schräg geschnittenen Henkel doppelt gelegt in der Mitte einmal durchsteppt und den Henkel dann durchzieht. Die Nahtzugabe bleibt dann innen im Henkel stehen und gibt ihm Festigkeit.“
In der DDR bestand für das Annähen des Aufhängers in Pelzen eine Anweisung, „nach TGL 11335 Arbeitsstufe 4, wenn das Stück einen Oberkragen hat. An Stücken ohne Oberkragen wird der Aufhänger – mit gleichen Abmessungen – nach dem Staffieren auf das Futter aufgesetzt. […] Nach dem Einstecken des Futters darf zwischen dem glatt anliegenden Aufhänger und der Bruchkante des Futters nur ein Abstand von höchstens 3 mm bestehen.“

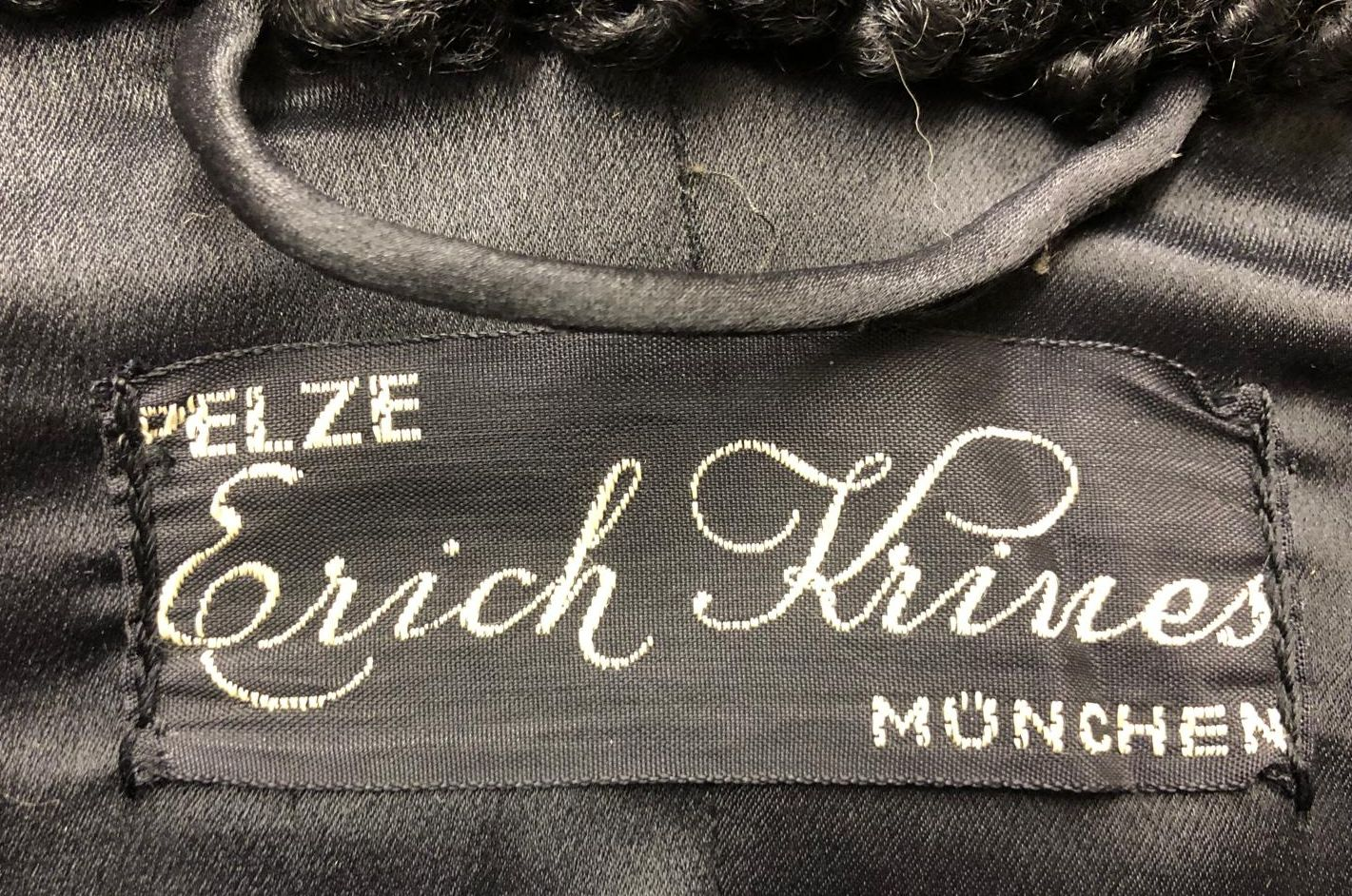
Gewendeter Schlauch
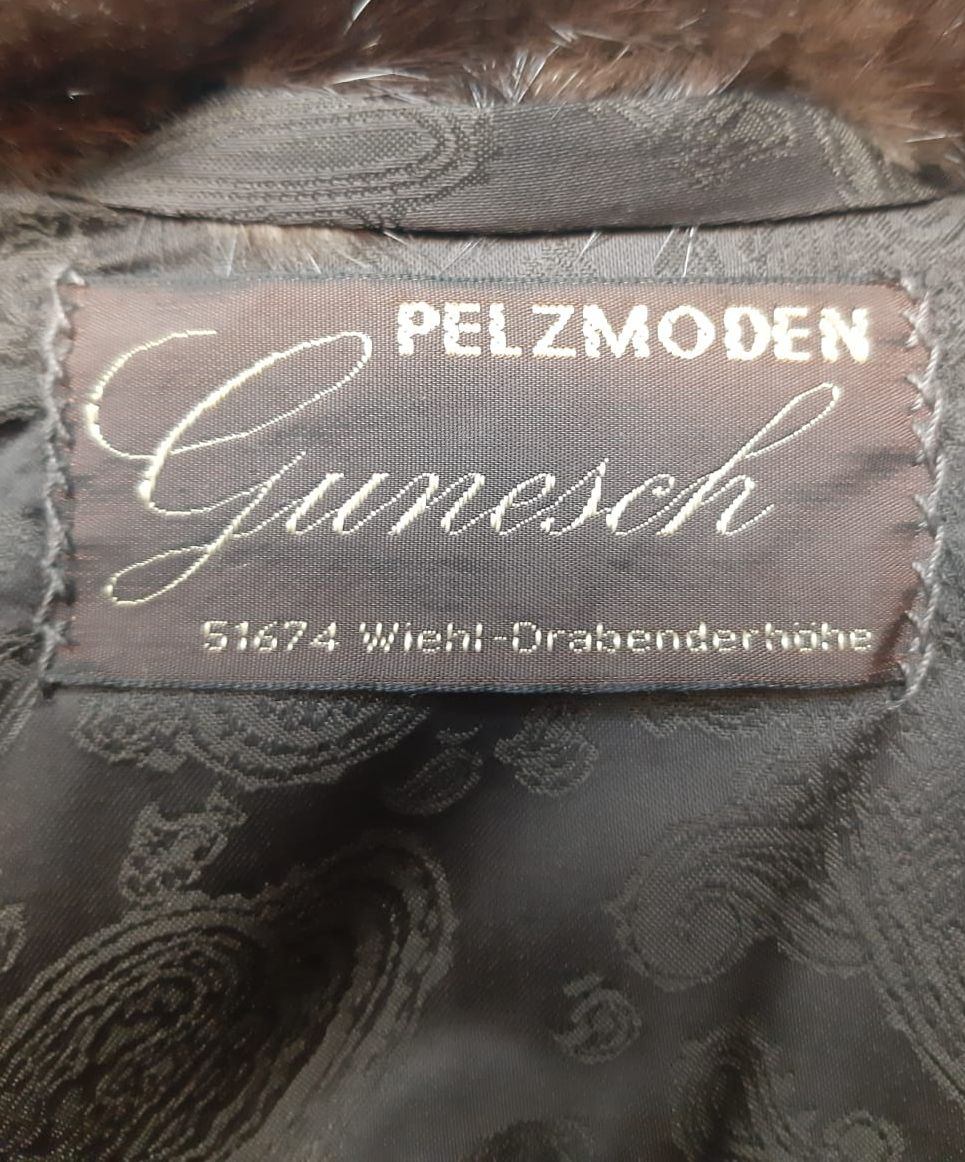
Gewendeter, flach gebügelter Schlauch
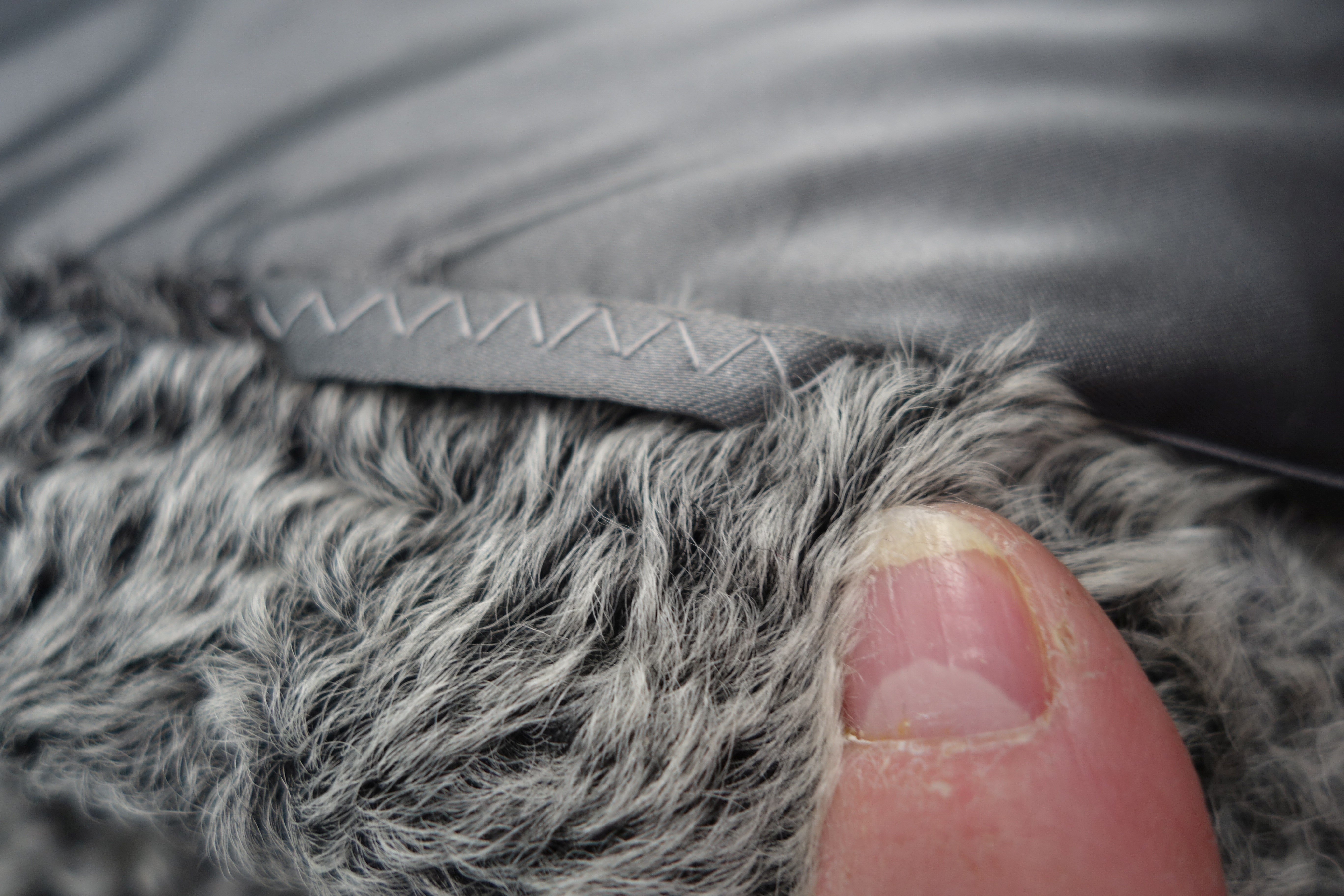
Mit Zickzack-Stich
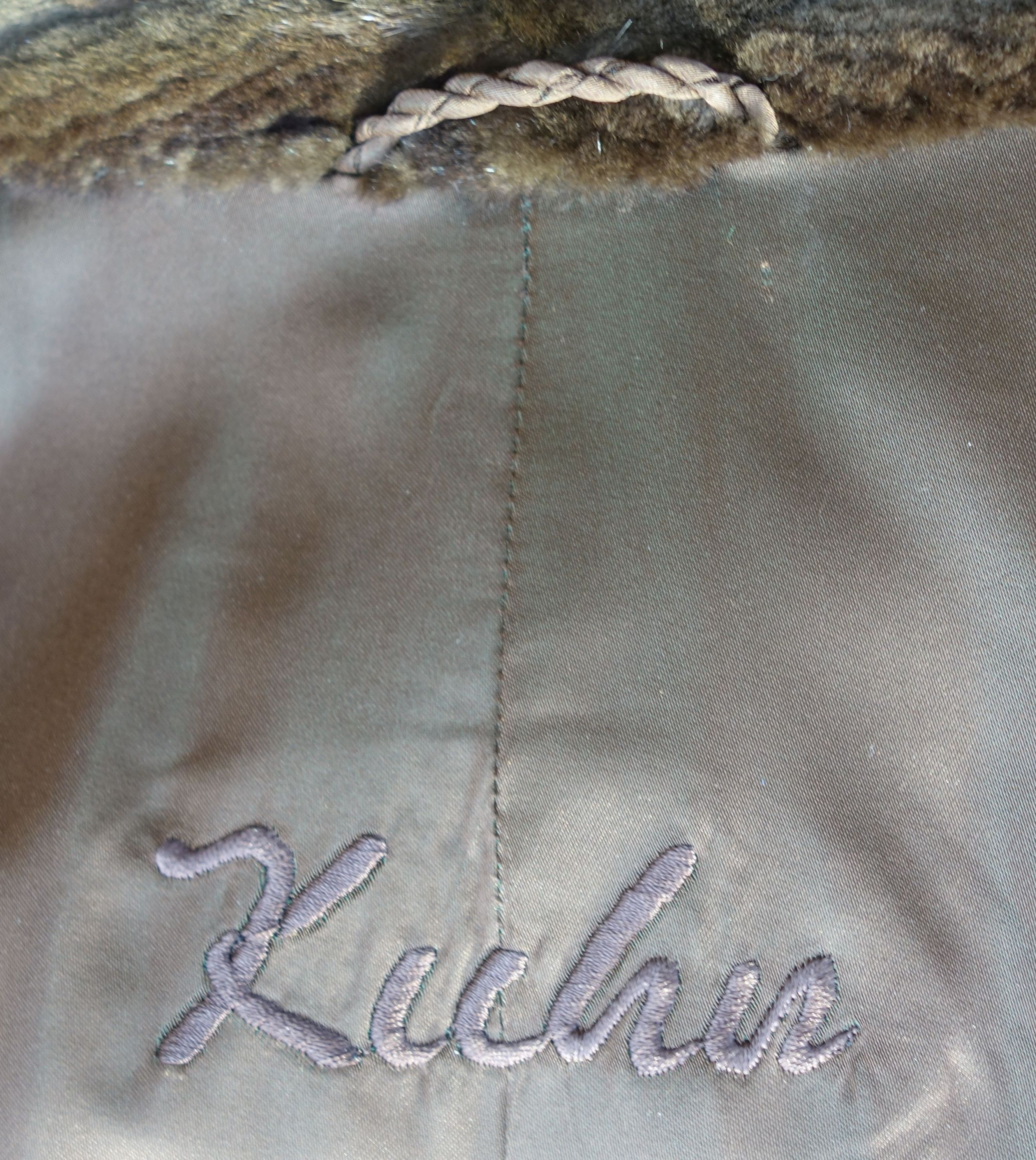
In sich gedreht
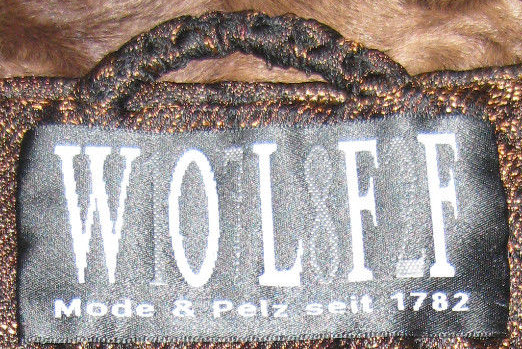
Geflochten
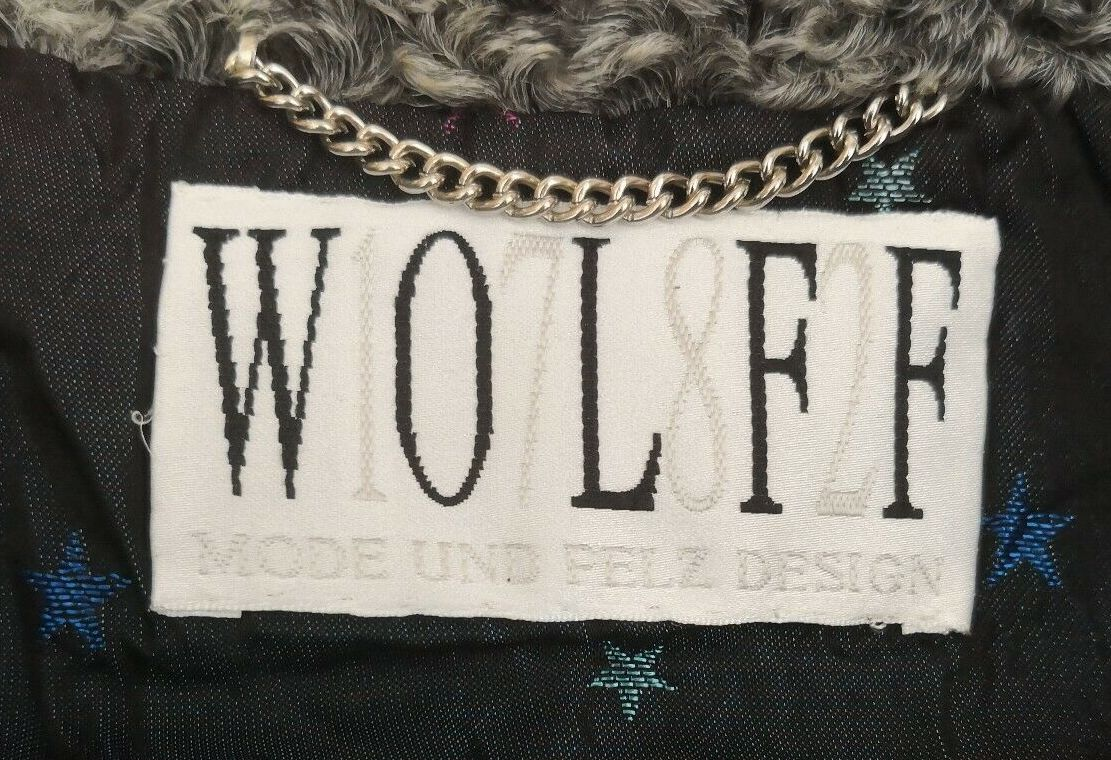
Metallkette
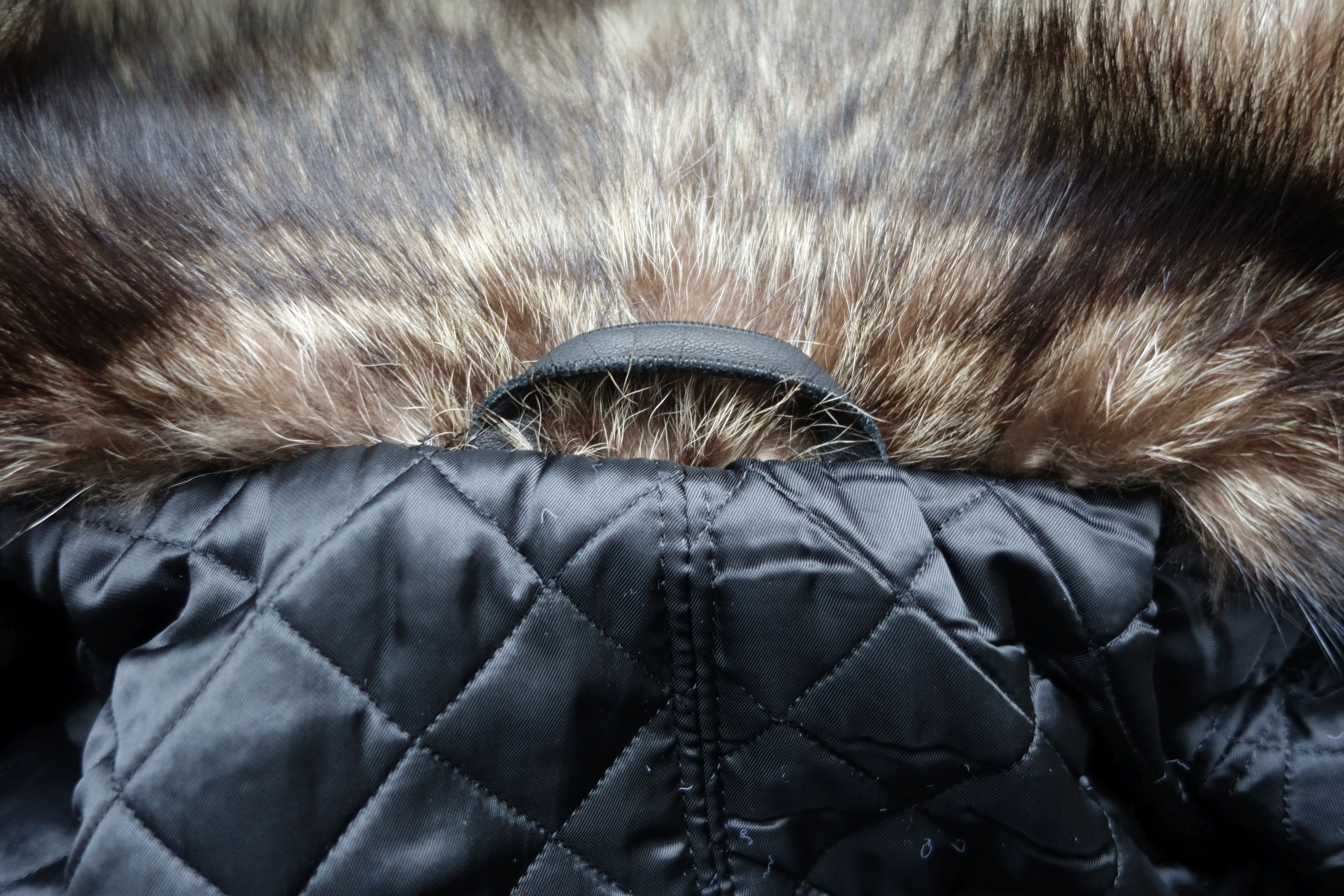
Leder